# De duivelsverzen

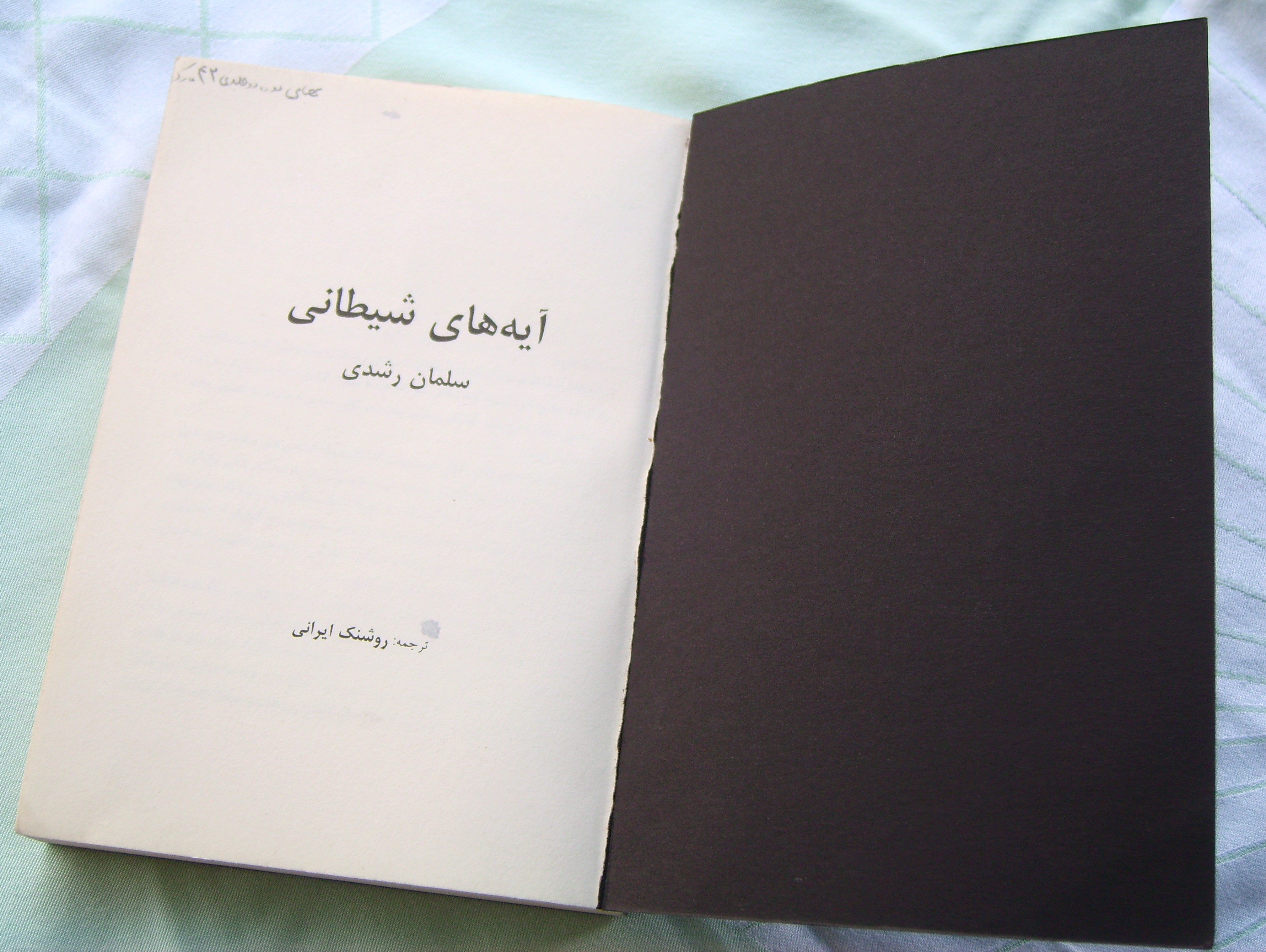
Titelpagina van een illegale Iraanse uitgave van De duivelsverzen

De duivelsverzen (Eng: The Satanic Verses) is een roman van de auteur Salman Rushdie die in 1988 verscheen. In 1989 kwam de Nederlandse vertaling op de markt. De titel van de roman verwijst naar een verhaal dat voorkomt in de gezaghebbende biografie van Mohammed, alsmede in de werken van al-Tabari, een befaamd moslimgeschiedkundige en samensteller van korancommentaren.
Het boek begint bij de ontploffing van een gekaapt vliegtuig boven Zuid-Engeland. Djibriel Farishta en Saladin Chamcha, twee Indiase acteurs, vallen uit de lucht op het Engelse strand. Beiden overleven de val. Djibriel Farisjta transformeert vervolgens tot de aartsengel Djibriel (Gabriël), terwijl Saladin Chamcha verandert in de duivel.
Het is een roman over de Engelse immigratieproblematiek. Tegenstellingen als oost/west, aards/religieus en heden/verleden zijn in het verhaal verweven.
Het boek won in Groot-Brittannië de prestigieuze Whitbreadprijs en werd een bestseller.

## Omstreden
De publicatie van De duivelsverzen veroorzaakte een controverse onder fundamentalistische moslims. De oorzaak van deze controverse was de wijze waarop Mohammed, binnen de islam gezien als profeet, door Rushdie in het boek wordt neergezet; als een man die bezwijkt voor aardse genoegens. De titel heeft hierop betrekking. Het is een verwijzing naar de omstreden duivelsverzen uit de Koran. Een dergelijke verwijzing is voor veel moslims een taboe, omdat ze de inhoud ervan als blasfemisch ervaren.
Op 14 februari 1989 sprak Ayatollah Ruhollah Khomeini een fatwa uit die Rushdies executie aankondigde. Khomeini, de leider van Iran, noemde het boek "godslasterlijk" en "een belediging van de islam". Verder veroordeelde Khomeini Rushdie voor de "misdaad" van geloofsafval (het verlaten van de islam). Volgens Khomeini's interpretatie van de islamitische wetten staat daar de doodstraf op. In het boek zou Rushdie laten blijken niet meer in de islam te geloven. Khomeini riep alle "vrome moslims" op de schrijver ter dood te brengen, alsmede de uitgevers van het boek. Khomeini zette een premie van drie miljoen Amerikaanse dollar op het hoofd van Rushdie. Daarna is Rushdie ondergedoken en boden de Britten hem bescherming.
Gedurende deze periode vielen tijdens gewelddadige demonstraties verschillende doden in India, Pakistan en Egypte. Moslimgemeenschappen over de gehele wereld organiseerden protestbijeenkomsten waarin exemplaren van het boek werden verbrand. De zanger Yusuf Islam (beter bekend als Cat Stevens) uitte indirect zijn instemming met de fatwa.
Diverse rechtsgeleerden (oelema) in onder andere Egypte en Saoedi-Arabië oordeelden dat de fatwa "onislamitisch" was. De fatwa werd door 48 van de 49 landen van de Islamitische Conferentie een maand later verworpen.

### Na Khomeini
Na de dood van Khomeini in 1989 verklaarde de Iraanse regering publiekelijk het doodvonnis tegen Rushdie niet uit te zullen voeren. Dit werd overeengekomen in de context van een bredere overeenkomst tussen Iran en het Verenigd Koninkrijk om de betrekkingen te normaliseren. In 1990 publiceerde Rushdie het essay In Good Faith om zijn critici milder te stemmen en publiceerde hij een verontschuldiging waarin hij zijn respect voor de islam herbevestigde. Desondanks trokken de Iraanse geestelijken de fatwa niet in.
De fatwa werd uiteindelijk in 1998 onder president Mohammad Khatami ingetrokken, waar niet iedereen het mee eens was. In 1999 zette een Iraanse stichting nog een prijs van 2,8 miljoen dollar op het hoofd van Rushdie. Volgens sommige critici gebruikte Khomeini De duivelsverzen om de interne onrust in zijn land na het einde van de Irak-Iranoorlog te smoren.
De roman is in alle islamitische landen verboden, evenals in India en Zuid-Afrika. Mohamed Rabbae, een politicus van GroenLinks, verklaarde begrip te hebben voor het verbod, wat hem in sommige kringen kwalijk werd genomen.
In 1991 werd de vertaler van de Japanse versie vermoord en in 1993 werd Rushdies Noorse uitgever verwond bij een aanslag in de buurt van zijn huis.
In 2008 werd door Uwe Eric Laufenberg en Marcus Mislin een theaterbewerking van het boek gemaakt. Deze werd op 30 maart in het Duitse Hans-Otto Theater (HOT) in Potsdam voor het eerst opgevoerd. Het stuk duurde ongeveer vier uur en werd met twaalf acteurs gespeeld, waaronder Tobias Rott als Saladin/Duivel, en Robert Gallinowski als Gibril/Aartsengel.
De poging tot moord op de tekenaar Kurt Westergaard van de Mohammed-karikaturen in de Deense krant Jyllands-Posten in 2005 en de aanslagen op de redactie van het Franse satirische tijdschrift Charlie Hebdo zouden volgens critici ervoor hebben gezorgd dat er sindsdien geen vergelijkbare kunstuitingen zijn geweest, uit vrees aanstoot te geven of tot aanslagen te provoceren.